# Metazygia nigrocincta
Metazygia nigrocincta är en spindelart som först beskrevs av F. O. Pickard-Cambridge 1904.  Metazygia nigrocincta ingår i släktet Metazygia och familjen hjulspindlar. Inga underarter finns listade i Catalogue of Life.